# Eduard Herdtle
Karl Friedrich Eduard Herdtle (* 16. Dezember 1821 in Stuttgart; † 10. November 1878 ebenda) war ein deutscher Bildhauer, Maler und Zeichner.

## Leben

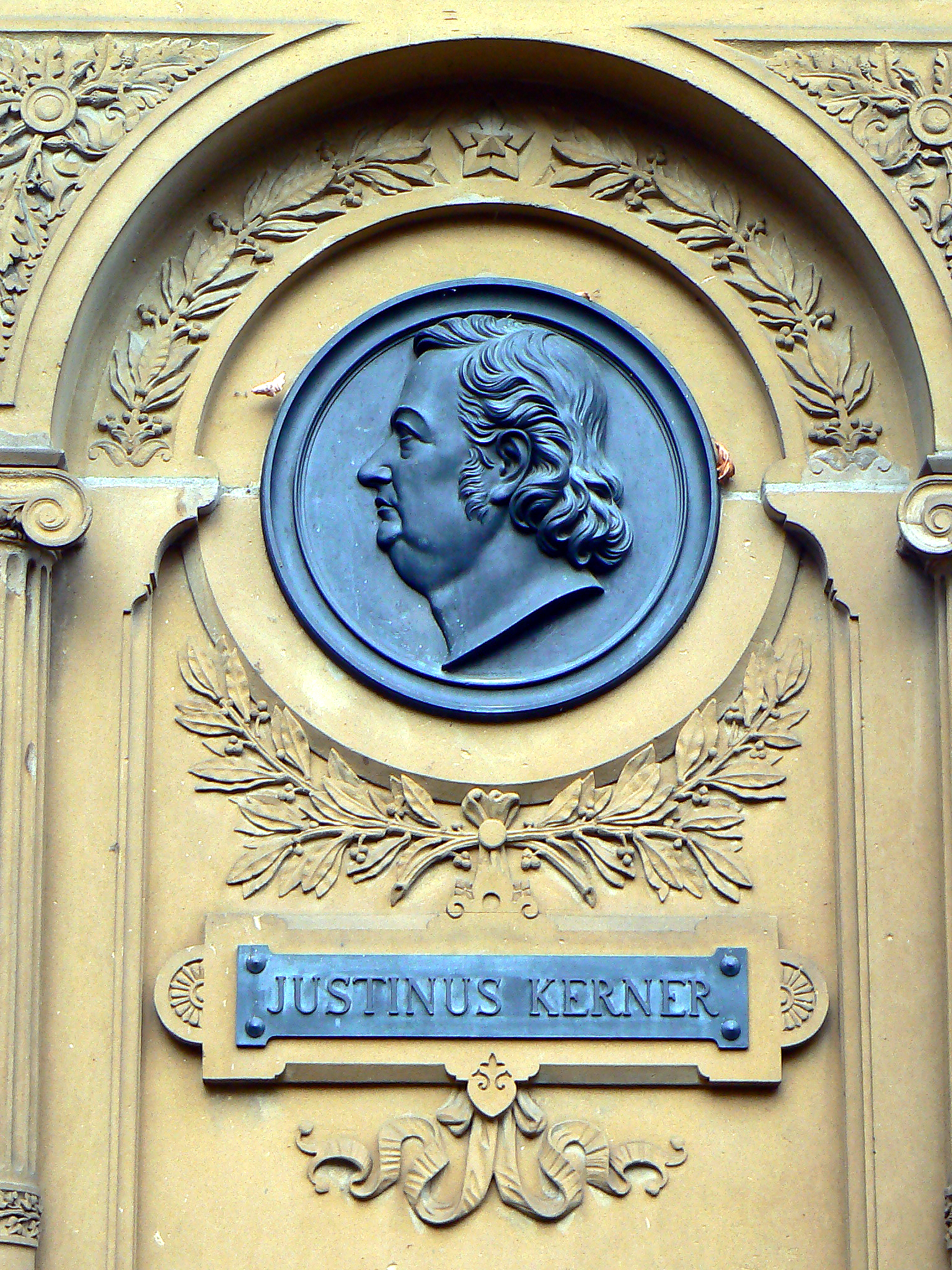
Kerner-Porträt von Herdtle auf dem Kernerdenkmal in Weinsberg

Eduard Herdtle besuchte die Gewerbeschule Stuttgart und wurde Zeichner und Modelleur bei der Silberwarenfabrik Bruckmann in Heilbronn. 1847 wechselte er als Lehrer an die Zeichenschule in Schwäbisch Hall. Dort erregte sein Wirken solche Aufmerksamkeit, dass die Regierung des Königreichs ihn wahrnahm. Er reiste im Auftrag der Regierung zu den Weltausstellungen von London 1851 und Paris 1855.
Herdtle wurde 1867 als Lehrer an die Königliche Centralstelle für Gewerbe und Handel berufen. Dort wirkte er unter dem Titel Professor und stand bis zu seinem Tod dem offenen Zeichensaal und der Modellsammlung vor. Es folgte zudem die Ernennung zum Visitator des Zeichenunterrichts aller Landesschulen im Königreich Württemberg und zum Mitglied der Ministerial-Commission für die Staatssammlung vaterländischer Kunst- und Alterthumsdenkmale. Daneben wurde er Mitglied der Commission für die gewerblichen Fortbildungsschulen.
Herdtle erlangte neben den ihm angetragenen Ämter vor allem einen internationalen Ruf durch sein mehrfach aufgelegtes Werk Wandtafel-Vorlagenwerk für den Elementarunterricht im Freihandzeichnen sowie durch die Folgewerke. Daneben war er auch als Künstler tätig. Unter anderem ist er für das Porträt bekannt, das er für das Denkmal in Weinsberg für den mit ihm befreundeten Dichter Justinus Kerner schuf.

## Ehrungen
- Titularprofessor durch den König von Württemberg
- 1855 Medaille II. Klasse auf der Weltausstellung in Paris für seine technischen Zeichnungen
- 1873 Goldmedaille auf der Weltausstellung in Wien.
- 1876 Goldmedaille auf der Weltausstellung in Philadelphia
- 1876 Ritter I. Klasse des Friedrichs-Ordens[1]
- Franz-Joseph-Orden